# Giacomo Devoto
Giacomo Devoto (Genova, 19 luglio 1897 – Firenze, 25 dicembre 1974) è stato un glottologo e linguista italiano, tra i massimi esponenti della disciplina nel Novecento.

## Biografia
Era figlio del clinico e patologo Luigi Devoto (1864-1936) e fratello dell'industriale Giovanni (1903-1944). Nel 1939 fondò con Bruno Migliorini la rivista Lingua nostra.

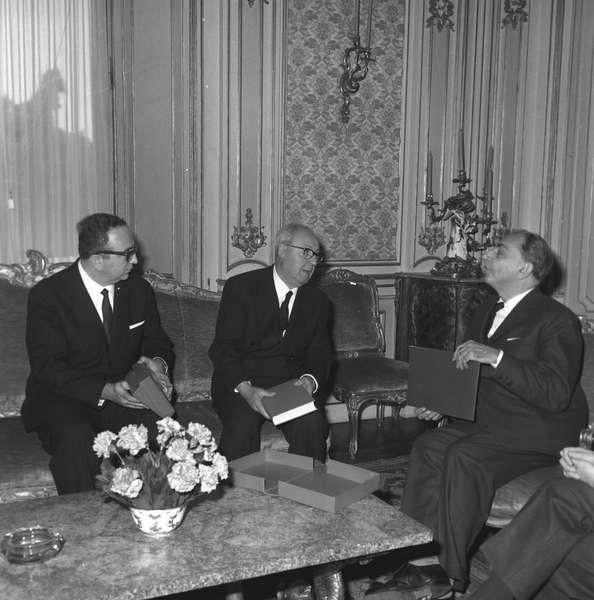
Giacomo Devoto, primo a destra, al Quirinale con, da destra, Giovanni Spadolini e il Presidente Giuseppe Saragat, 1966

Nel 1931 prestò il giuramento di fedeltà al fascismo con tranquillo cinismo (l'espressione è di Gennaro Sasso): il giuramento ebbe per lui "il valore di un bicchiere di acqua fredda".
Nel gennaio 1945, subito dopo la Liberazione, fondò a Firenze insieme a Piero Calamandrei, Corrado Tumiati, Enzo Enriques Agnoletti e Paride Baccarini l'AFE, l'Associazione Federalisti Europei, confluendo poi nel Movimento Federalista Europeo fondato da Altiero Spinelli, in cui ebbe negli anni 1947-1948 un ruolo di primo piano.
Assessore nella giunta del Comune di Firenze presieduta da Gaetano Pieraccini.
Ricevette svariate lauree honoris causa dalle Università di Parigi, Basilea, Strasburgo, Berlino (Humboldt), Cracovia, Zagabria e Lima.
Fu presidente dell'Accademia della Crusca a partire dal dicembre 1963, accademico di Danimarca e Finlandia, emerito di glottologia e rettore dell'Università di Firenze.
Fu inoltre autore con Gian Carlo Oli del Vocabolario illustrato della lingua italiana e del Vocabolario della lingua italiana della Le Monnier, curato a partire dall'edizione del 2004 da Luca Serianni e Maurizio Trifone.
Fu infine uno dei massimi esperti a livello internazionale di linguistica indoeuropea (Origini indoeuropee, 1962), latina (Storia della lingua di Roma pubblicato nel 1940) e italiana (Avviamento alla etimologia italiana del 1968, Il linguaggio d'Italia edito nel 1972, ecc.). 
Morì a Firenze il 25 dicembre 1974 e venne seppellito nel cimitero dI Borzonasca (Genova), città di origine della sua famiglia.

## Gli studi
Tra i suoi contributi agli studi indeuropei è anche l'elaborazione del concetto di "peri-indeuropeo", ossia di tutto ciò che presenta caratteri ibridi indeuropei e non indeuropei ("anindeuropei"). Il termine indica sia lingue che territori ("aree" o "fasce peri-indeuropee"), ma anche popoli e altro. Il peri-indeuropeo si presenta in una sfera marginale rispetto all'area di diffusione indeuropea, dove tradizioni estranee a quella indeuropea sarebbero progressivamente alterate dal contatto con quelle indeuropee. Può esser visto come un "indeuropeo periferico" in formazione, definita da Devoto un'«indeuropeità approssimativa». Egli propose e più volte sostenne la definizione della lingua etrusca come peri-indeuropea.

## Opere
- Antichi italici. 1931
- Storia della lingua di Roma. Capelli Editore, 1991, I ed. 1939
- Pelasgo e peri-indeuropeo (1943) in Studi etruschi, Firenze, Olschki, 1971.
- Studi di stilistica, 1950
- I fondamenti della storia linguistica. 1951
- Profilo di storia linguistica italiana. 1953
- Scritti minori I. 1958
- Scriti minori II. 1967
- Avviamento all'etimologia italiana: dizionario etimologico (Le Monnier 1967, 1968, 1978, Mondadori 1985, Le Monnier 1987, Mondadori 1998)
- Origini indoeuropee. Edizioni di Ar, 1962 (rist. 2008)
- I dialetti delle regioni d'Italia. Sansoni, Firenze 1972, con Gabriella Giacomelli
- Le origini e la lingua dei Lettoni in "Lettonia". 1939 (Res Balticae 1997)
- Le letterature dei paesi baltici (a cura di G. D.), Sansoni 1969
- Il linguaggio d'Italia, 1972